# Штаг

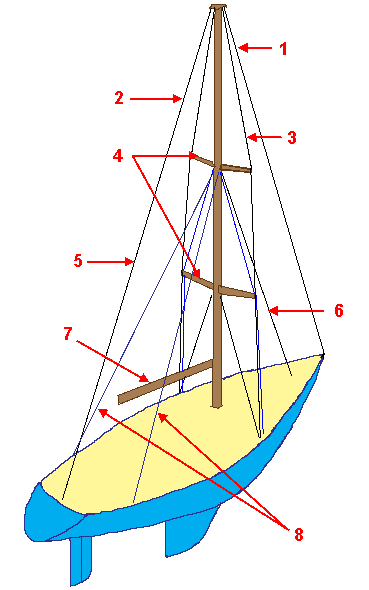
Схема стоячого такелажу вітрильної яхти (бермудського шлюпа): 1 — передній топ-штаг, 2, 5 — задній топ-штаг (ахтерштаг), 3 — топ-ванти, 4 — краспиці, 6 — передній основний штаг, 7 — гік, 8 — бакштаги

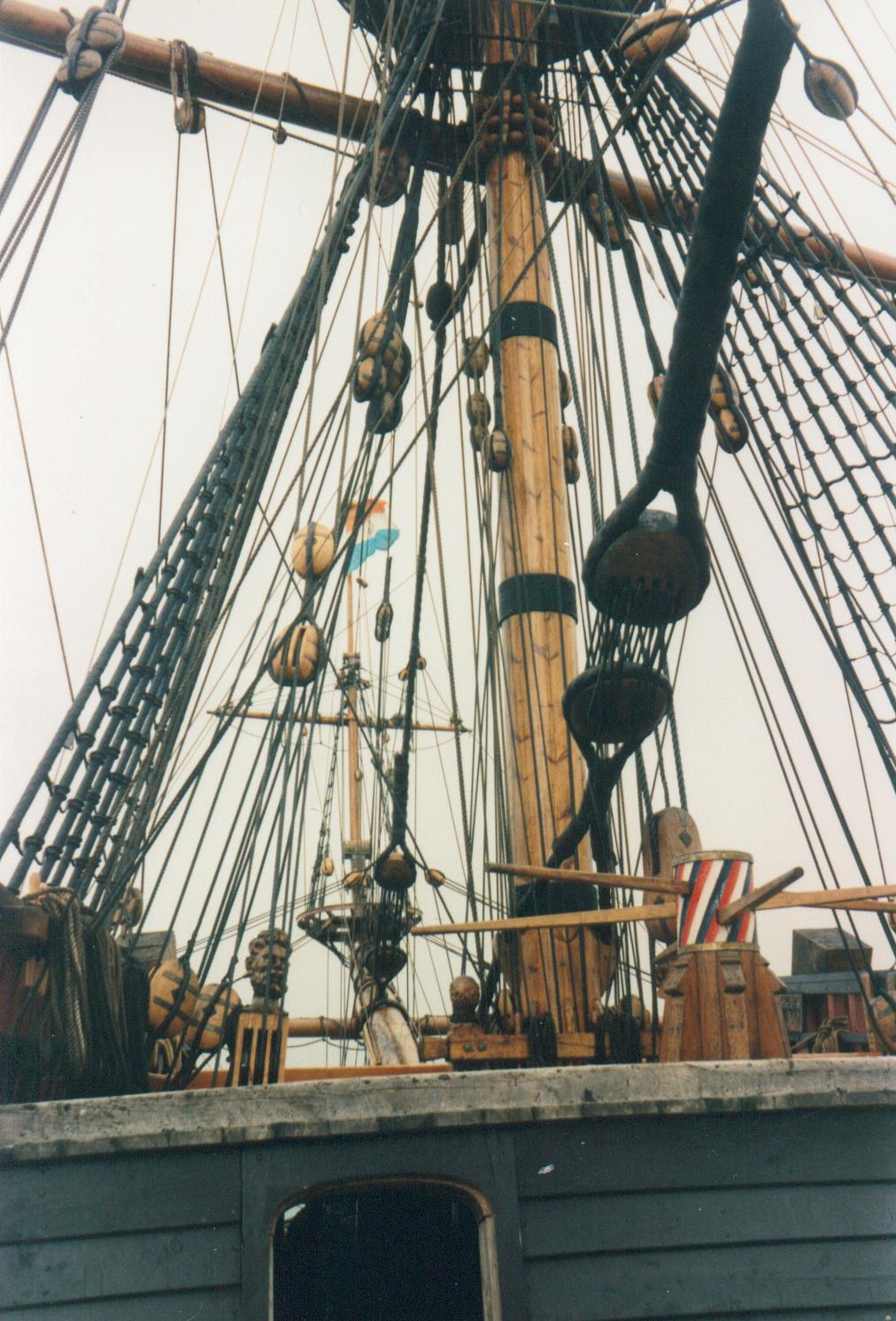
Грот-штаг і фока-штаг галеона Batavia

Штаг (нід. stag) — снасть стоячого такелажу, що підтримують в діаметральній площині з носа судна і корми щоглу, димову трубу тощо. Крім функції відтяжки, штаг також служить для несення косих вітрил (кліверів і стакселів); кріплення передньої шкаторини вітрила до штага здійснюється за допомогою раксів — круглих або півкруглих кілець, які вільно пересуваються по ньому.
Іменуються штаги за місцем розташування відносно носа й корми, а також рангоутного дерева:
- Форштаг — штаг з носа
- Ахтерштаг — штаг з корми
- Бакштаги — штаги, що підтримують рангоутне дерево з боків і з корми (у діагональній площині)
- Стень-штаги — штаги, що підтримують (відтягають спереду) стеньги
- Брам-штаги — штаги, що підтримують (відтягають спереду) брам-стеньги
- Бом-брам-штаги — штаги, що підтримують (відтягають спереду) бом-брам-стеньги
- Фока-штаг, фор-стень-штаг, фор-брам-штаг — штаги фок-щогли, фор-стеньги і фор-брам-стеньги
- Грот-штаг, грот-стень-штаг, грот-брам-стень-штаг — штаги грот-щогли, грот-стеньги і грот-брам-стеньги
- Бізань-штаг, крюйс-стень-штаг, брам-крюйс-штаг — штаги бізань-щогли, крюйс-стеньги і крюйс-брам-стеньги
- Ватер-штаг — штаг, що підтримує бушприт знизу
- Утлегар-штаг (мартин-штаг) — штаг, що підтримує утлегар (проходить через мартин-гік)
- Бом-утлегар-штаг — штаг, що підтримує бом-утлегар (проходить через мартин-гік)
- Штаг-карнак — снасть з стального троса, закріплена між щоглами. На великих вітрильних суднах на ньому заводяться гордені для завантаження і розвантаження вантажів.

Вітрила на штагах характерні як для багатощоглових, так і для однощоглових (наприклад, шлюп, йол та кеч) і півторащоглових типів вітрильного оснащення.
На сучасних яхтах з бермудськими вітрилами штаги можуть забезпечуватися пристроями для збирання стакселя — скруткою стакселя, а також засобом регулювання натягу з метою зміни вигину щогли, що, відповідно, змінює профіль вітрила. Як регулювальні пристрої застосовуються талі, гідравлічні талрепи та інші.
Деякі штаги часто роблять подвійними; у цьому разі той з пари штагів, по якому ходить косе вітрило (стаксель або клівер) називається лось-штагом (від нід. los — «марний, порожній»). Як правило, лось-штаг є лівим чи нижнім у парі тросів подвійного штага.
На яхтах найнижчий штаг називається основним (служить для встановлення стакселя), той, що йде з топа щогли — топ-штагом. Нижній додатковий штаг називають «бебі-штагом», штаг для несення клівера — клівер-леєром.
До топів щогл, стеньг і брам-стеньг верхні кінці штагів можуть кріпитися як огонами, так і лапками: на кінці штага вплесненням короткого відрізка рівного по товщині троса створюється розгалуження («лапки»), вічка на лапках після обведення останніх навколо рангоутного дерева зв'язуються найтовом. Огон (або з'єднані лапки) штага лежать на чиксах поверх огонів вант.
Для натягання грот-штага, фока-штага, бізань-штага і ватер-штага використовувалися краг-штаги (краги) — тировані стропи з юферсами. Краги фока-штага і ватер-штага кріпляться до бушприта, краг грот-штага — до виступу в передній частині стандерс-індигеда на княвдигеді або під бушпритом (пізніше талі від штаг-юферса грота-штага могли кріпитися по боках фок-щогли), краг бізань-штага — до грот-щогли. Нижні кінці стень-штагів кріпляться до топів попереду розташованих щогл (у фор-стень-штага — до бушприта), брам-штагів — до топів попереду розташованих стеньг (у фор-брам-штага — до утлегаря або блінда-стеньги). Юферси штагів (штаг-юферси) відрізнялися від триотвірних вантових і фордунних юферсів тим, що вони мали тільки один великий отвір, споряджений з одного боку трьома маленькими кіпами, в які укладався талреп.

## Галерея

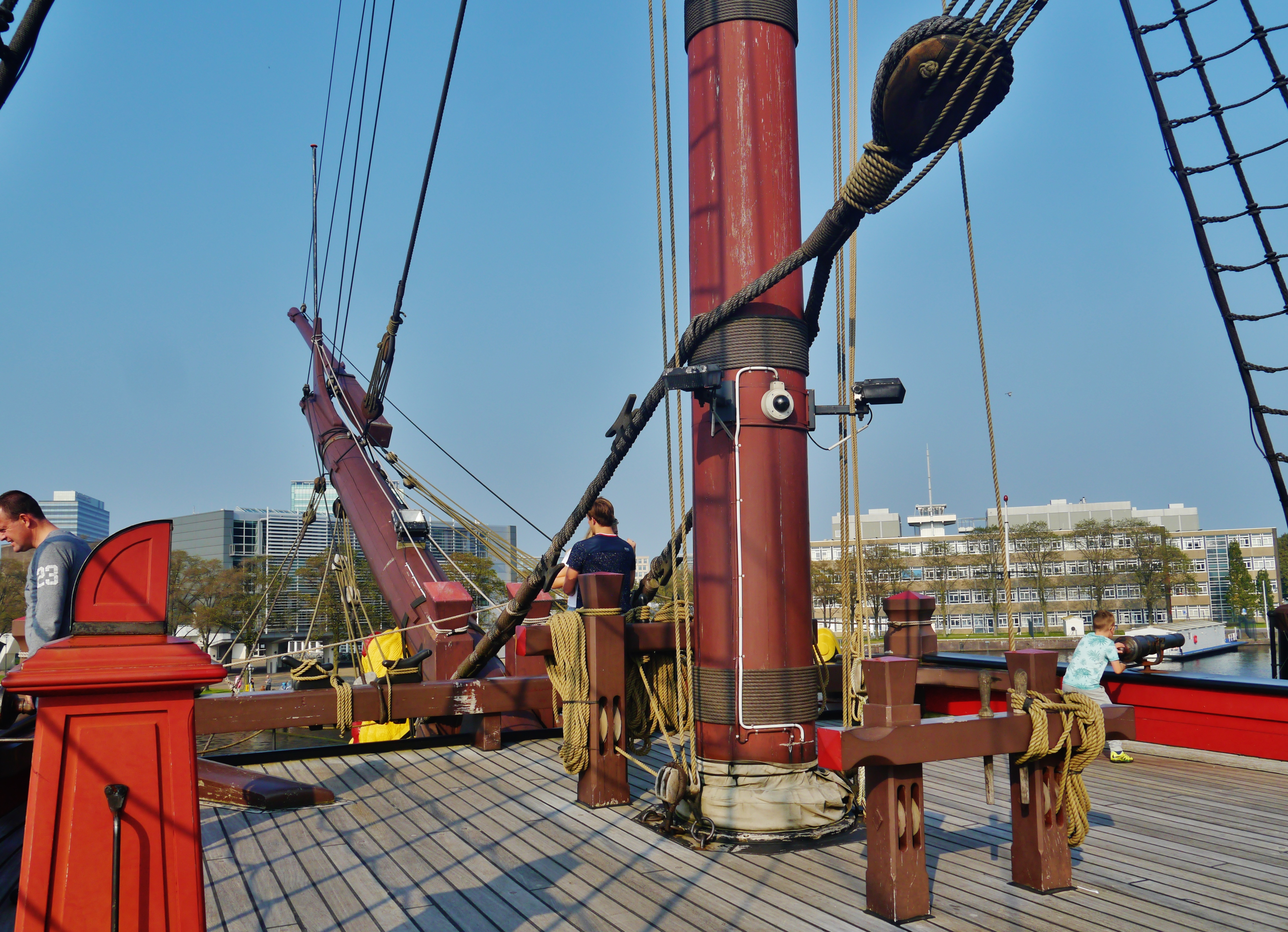
Краг грот-штага
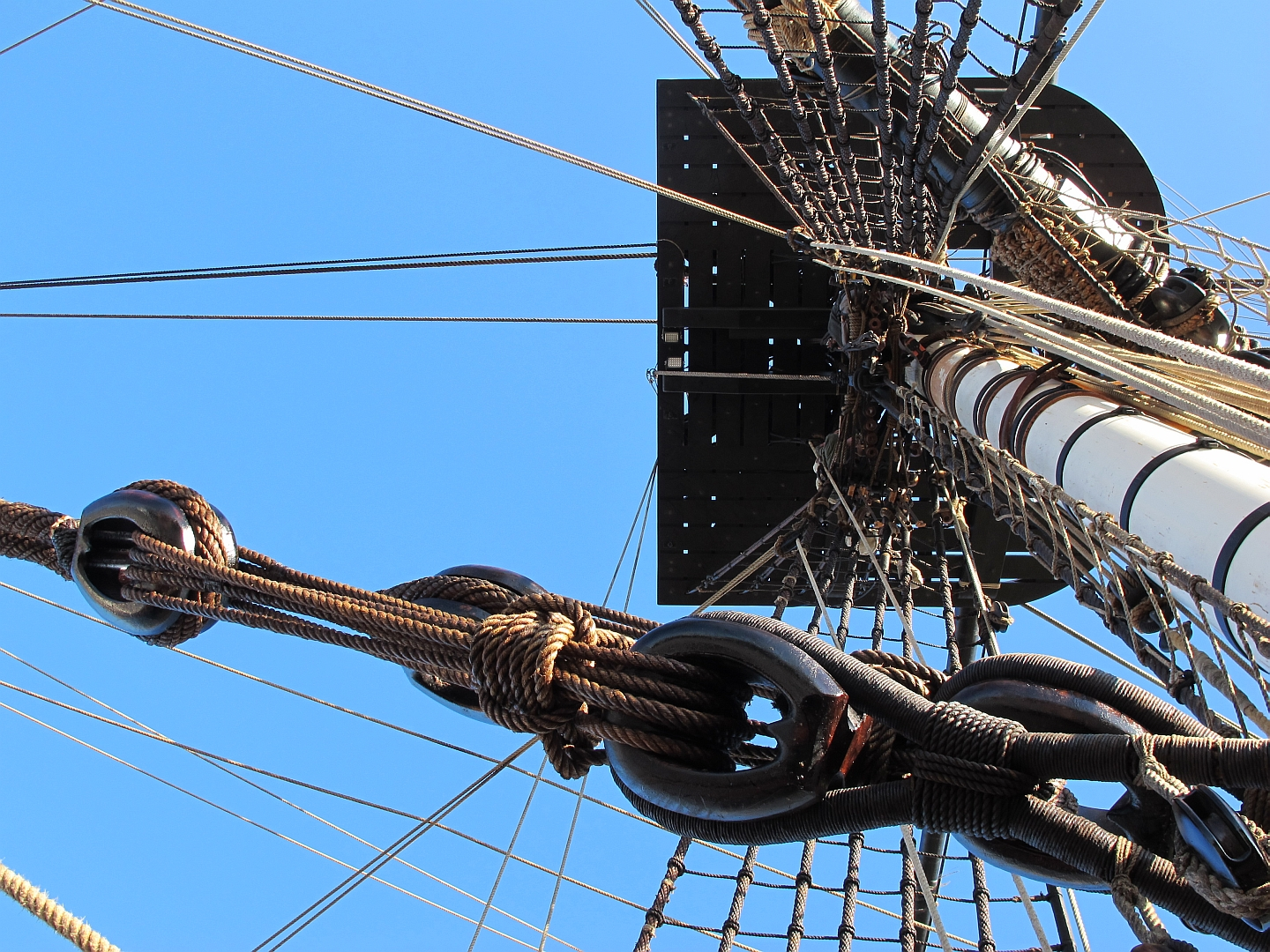
Штаг зі штаг-юферсами і талрепом
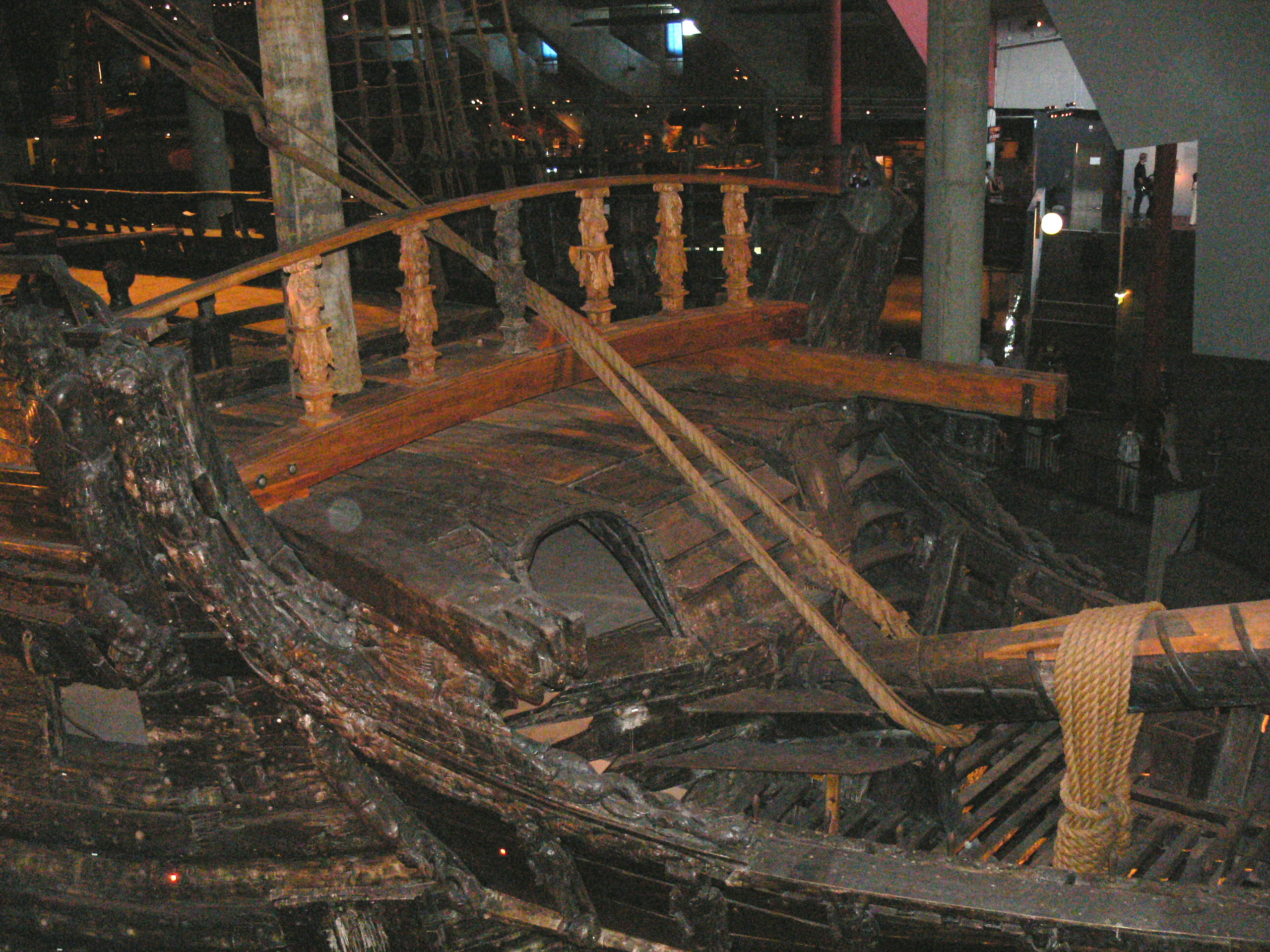
Краг грот-штага на стандерс-індигеді
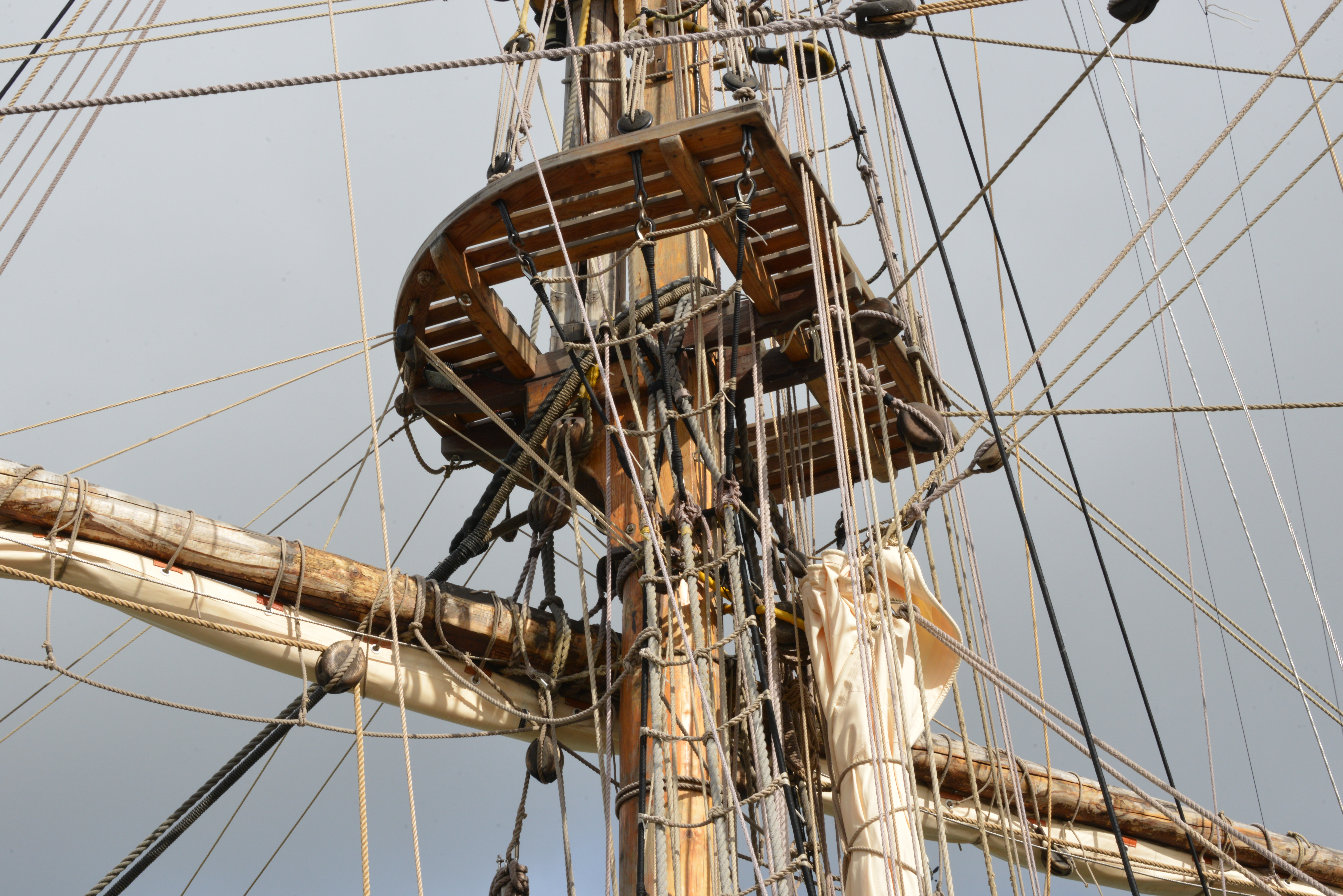
Огон штага на лонга-салінгах щогли